# Wu Chengzhen

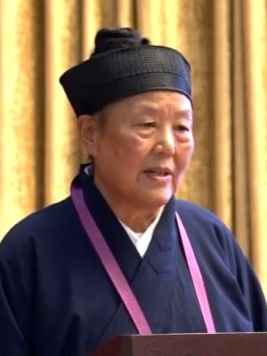
Wu Chengzhen

Wu Chengzhen (chinesisch 吳誠真; geboren am 14. Januar 1957) ist die erste chinesische Frau, die in der Geschichte des Daoismus zur Fangzhang (Äbtissin) geweiht wurde.

## Leben und Wirken
Als Kind las Wu Bücher ihrer Verwandten über den Buddhismus, das Christentum und den Daoismus. Vor der Kulturrevolution konnte sie die Schule abschließen und begann als Buchhalterin zu arbeiten, doch standen ihr keine Möglichkeiten für eine formale höhere Bildung offen. Wu begann mit dem Selbststudium, las Texte über Philosophie, Theologie und Erleuchtung und folgte im Alter von 23 Jahren dem Beispiel einer älteren Schwester, die sich dem Daoismus verschrieb, und änderte ihren Namen in Wu Chengzhen.
Wu begann als Köchin und Gärtnerin im daoistischen Changchun-Tempel in Wuhan zu arbeiten. Sie studierte bei Xie Zhongxin, dem 22. Fangzhang des Baiyun-Tempels in Peking, und wurde nach vier Jahren, im März 1984, Nonne. Der Changchun-Tempel, der während der Yuan-Dynastie erbaut wurde, gilt als einer der bedeutendsten in China. Im Jahr 1995 wurde Wu zur Zhuchi (Äbtissin im unteren Rang) des Tempels ernannt und zur Vizepräsidentin der daoistischen Vereinigung von Wuhan gewählt. Wu hat etwa 10.000 Anhänger, die jährlich mindestens 2 Millionen Yuan spenden, die für die Betreuung von Armen, Schulabbrechern und Witwen sowie für Bauprojekte für Brücken, Schulen und Katastrophenhilfe verwendet werden.
Im Jahr 2001 schloss Wu einen Master in Philosophie an der Universität für Wissenschaft und Technik Zentralchina ab. 2007 wurde sie Präsidentin der daoistischen Vereinigungen der Provinz Hubei und Wuhan. 2009 begann Wu ihr Promotionsstudium an der Renmin-Universität China mit einem Thema, das die Funktion des Daoismus bei der Schaffung einer harmonischen Gesellschaft bewertet. Im Jahr 2009 wurde sie von allen Leitern aller Abteilungen des Changchun-Tempels einstimmig zur Hauptäbtissin gewählt. Ihre Ordination fand am 15. November 2009 statt. Im Jahr 2014 reiste Wu in die Vereinigten Staaten, um bei der Gründung der U.S. Daoist Association zu helfen.